# Rhombodera extensicollis
Rhombodera extensicollis es una especie de mantis de la familia Mantidae.

## Distribución geográfica
Se encuentra en Java y Sulawesi (Indonesia).